# Quinault (Washington)
Pour les articles homonymes, voir Quinault.
Quinault est une communauté non incorporée américaine du comté de Grays Harbor, dans l'État de Washington. Elle est située sur les bords du lac Quinault dans la forêt nationale Olympique. On y trouve notamment le Lake Quinault Lodge, un hôtel inscrit au Registre national des lieux historiques.